# Géométrie (Maître JG)
Géométrie est une gravure sur cuivre au burin réalisée par Maître JG. Il existe plusieurs versions conservées à Cincinnati, Cobourg, Londres, New York et Paris à la BnF au département des Estampes et de la Photographie. Elle mesure 77 × 110 mm. 

## Description
La gravure représente une femme qui trace à l'aide d'un compas un pentagramme. L'arrière plan représente un paysage en ruine avec de très nombreuses colonnes, ainsi qu'un escalier de grande taille. La représentation de cette œuvre, notamment au niveau de l'architecture est similaire à une autre œuvre du même auteur appelé Musique.